# Simon Frenz
Pour les articles homonymes, voir Frenz.
Simon Frenz, né le 11 décembre 1970 à Kiel, est un joueur professionnel de squash représentant l'Allemagne. Il atteint en janvier 1990 la 28e place mondiale sur le circuit international, son meilleur classement. Il est champion d'Allemagne à 3 reprises entre 1994 et 1999.

## Biographie
Simon Frenz grandit dans sa ville natale de Kiel, où il fréquente l'école Max Planck et obtient son baccalauréat professionnel à 18 ans.
Il commence sa carrière professionnelle en 1989 et remporte plusieurs titres sur le PSA World Tour. Sa meilleure place au classement mondial est la 28e place en janvier 1990, et Simon Frenz remporte le championnat d'Allemagne à trois reprises en 1994, 1997 et 1999. Aux championnats du monde de 1996, il se qualifie pour la première et unique fois pour le tableau principal du tournoi. Après une première victoire contre Tony Hands, il est éliminé en huitième de finale par Brett Martin. En 1990, 1993 et 1994, il devient vice-champion d'Europe derrière l'Angleterre avec l'équipe nationale allemande et participe à de nombreux championnats du monde par équipes.
Depuis la fin de sa carrière professionnelle, Simon Frenz est toujours actif en Bundesliga. Il est également directeur général de Hanse Reprozentrum GmbH à Hambourg.

## Palmarès

### Titres
- Championnats d'Allemagne : 3 titres (1994, 1997, 1999)

### Finales
- Championnats d'Europe par équipes : 3 finales (1990, 1993, 1994)